# Brassica oleracea var. capitata f. rubra

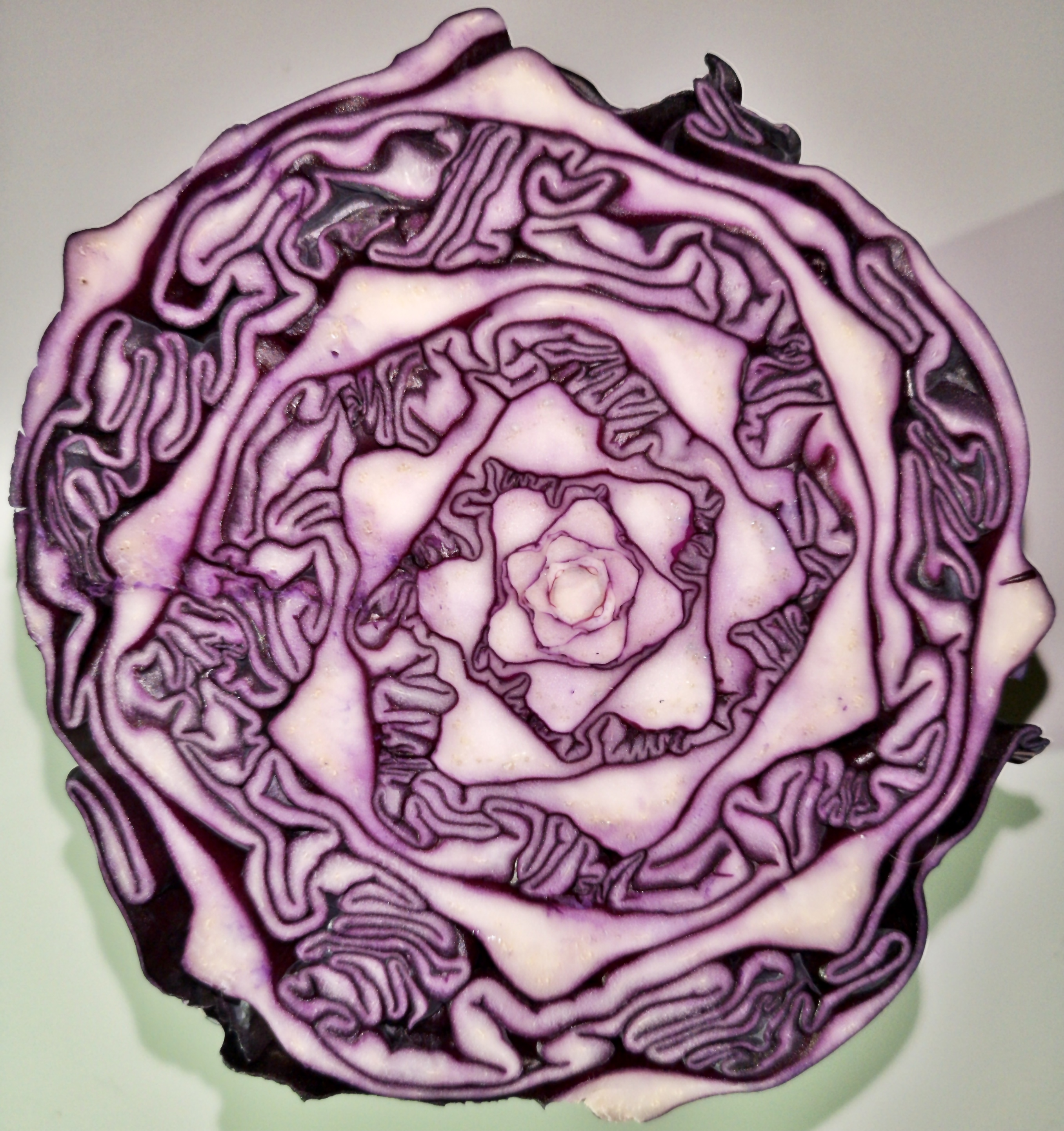
Disposición en espiral de los tallos de las hojas en sección horizontal

Brassica oleracea var. capitata f. rubra, de nombre común lombarda, col lombarda, repollo morado, col morada o berza morada, es una planta de la familia del repollo (y ambas de las coles). Es un grupo de cultivares ('Ruby Ball', 'Kalibos'...) de la variedad de col Brassica oleracea var. capitata en la que las hojas poseen un color violáceo característico. Este color es debido a la presencia de un pigmento llamado antocianina. La coloración de este pigmento depende en gran medida de la acidez (pH) del suelo, por lo cual las hojas pueden crecer más rojas en suelos de carácter ácido mientras que en los alcalinos son más azules.

## Usos

### Culinario
En gastronomía se emplea a menudo cocida con patatas. Es un plato típico navideño en Madrid. Era costumbre cocinarla para la cena de Nochebuena, justo unas horas antes de asistir a la misa de Gallo. Esta cena solía consistir en pescado asado (preferentemente besugo) en una cazuela de barro y lombarda a la madrileña (cocinada con cebolla, aceite, manzana reineta, tocino entreverado, azúcar, sal y pimienta) acompañada con un vino tinto seco seguido de un postre de frutas tales como: naranjas, quizá alguna manzana o pera además de unos frutos secos tales como: nueces, bellotas, piñones, castañas y finalizando con una caliente sopa de almendras.
En las cocinas de Alemania, Suecia y la alpujarreña
 se suele encontrar cocida junto con compota de manzana y algo de vinagre con sabor suave. Puede verse igualmente en ensaladas así como en la elaboración de la salsa denominada Coleslaw.
En la cocina danesa se la puede hallar como acompañante del Frikadeller (albóndigas fritas); si bien alternativamente se pueden servir con remolacha.

### Químico

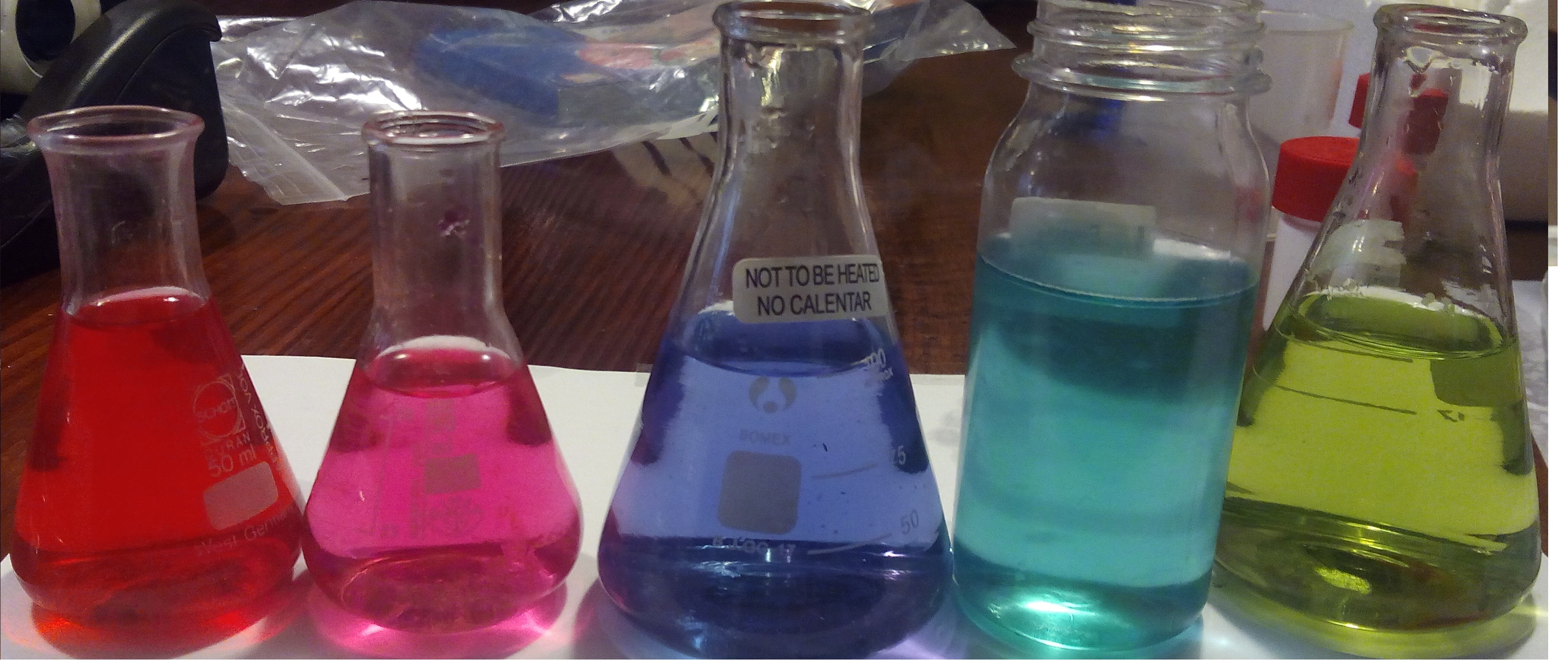
De izquierda a derecha: Jugo lombarda con disoluciones acuosas de agua fuerte (HCl), vinagre (CH_{3}COOH), agua, bicarbonato (NaHCO_{3}) y amoniaco (NH3)

En Química la lombarda se suele emplear como indicador del pH natural, para identificar los ácidos o bases. 
Procedimiento:
1. En una olla o cazuela se añade lombarda y agua, se cuece durante unos minutos y se deja enfriar a temperatura ambiente (se puede notar que el agua toma un color morado).
2. En un envase se vierte la sustancia a identificar, luego se añaden 5 ml de agua de la cocción y se observa el cambio de color:

- El color rosa o rojizo identifica a los ácidos, su pH es menor que 7.
- El color azul claro identifica a las bases, su pH es mayor que 7.
- El color morado claro identifica sustancias neutras, tiene un pH igual a 7.

## Composición química
- Agua 91%
- Hidratos de carbono 5% (fibra 1%)
- Proteínas 2, 6%
- Lípidos 0,2%
- Potasio 210 mg/100 g
- Sodio 28 mg/100 g
- Fósforo 23 mg/100 g
- Calcio 42 mg/100 g
- Hierro 5 mg/100 g
- Vitamina C 46 mg/100 g
- Vitamina A 6 mg/100 g

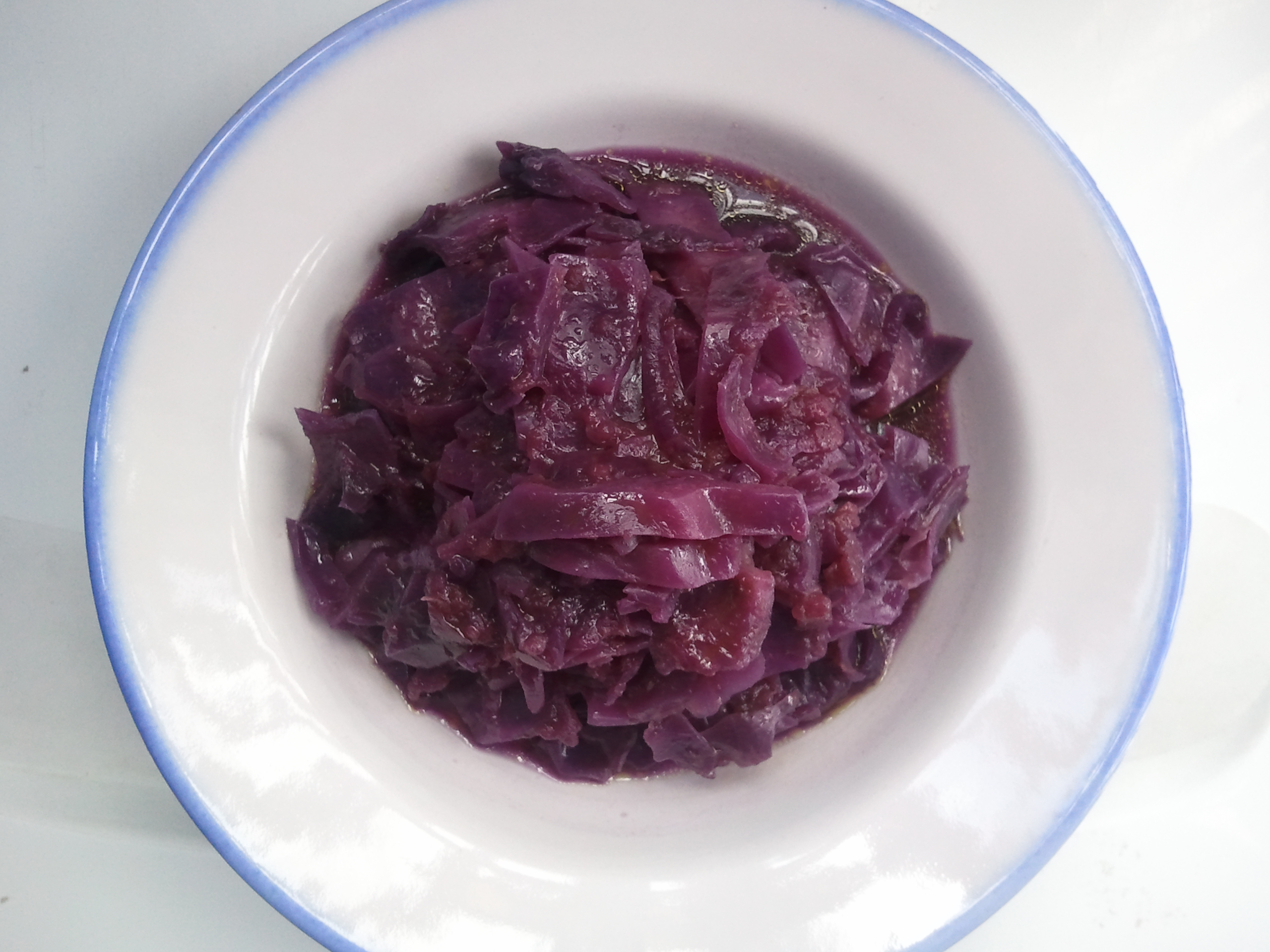
Lombarda con manzana

La lombarda es baja en calorías y rica en compuestos de azufre, vitamina C y ácido cítrico. Aporta mucha fibra, lo que le confiere propiedades laxantes. Fuente importante de antioxidantes (1,88 millimoles/100 g).

## Plagas y enfermedades
- Oruga de la col.
- Pulgones
- Gusanos grises.
- Gorgojo de las coles.
- Hernia o potra de las coles.

## Conservación
Su conservación en el cajón de las verduras del frigorífico y envueltas en una bolsa de plástico perforado es el modo más adecuado para mantenerse en perfecto estado en el hogar durante 2-3 semanas.

## Referencias

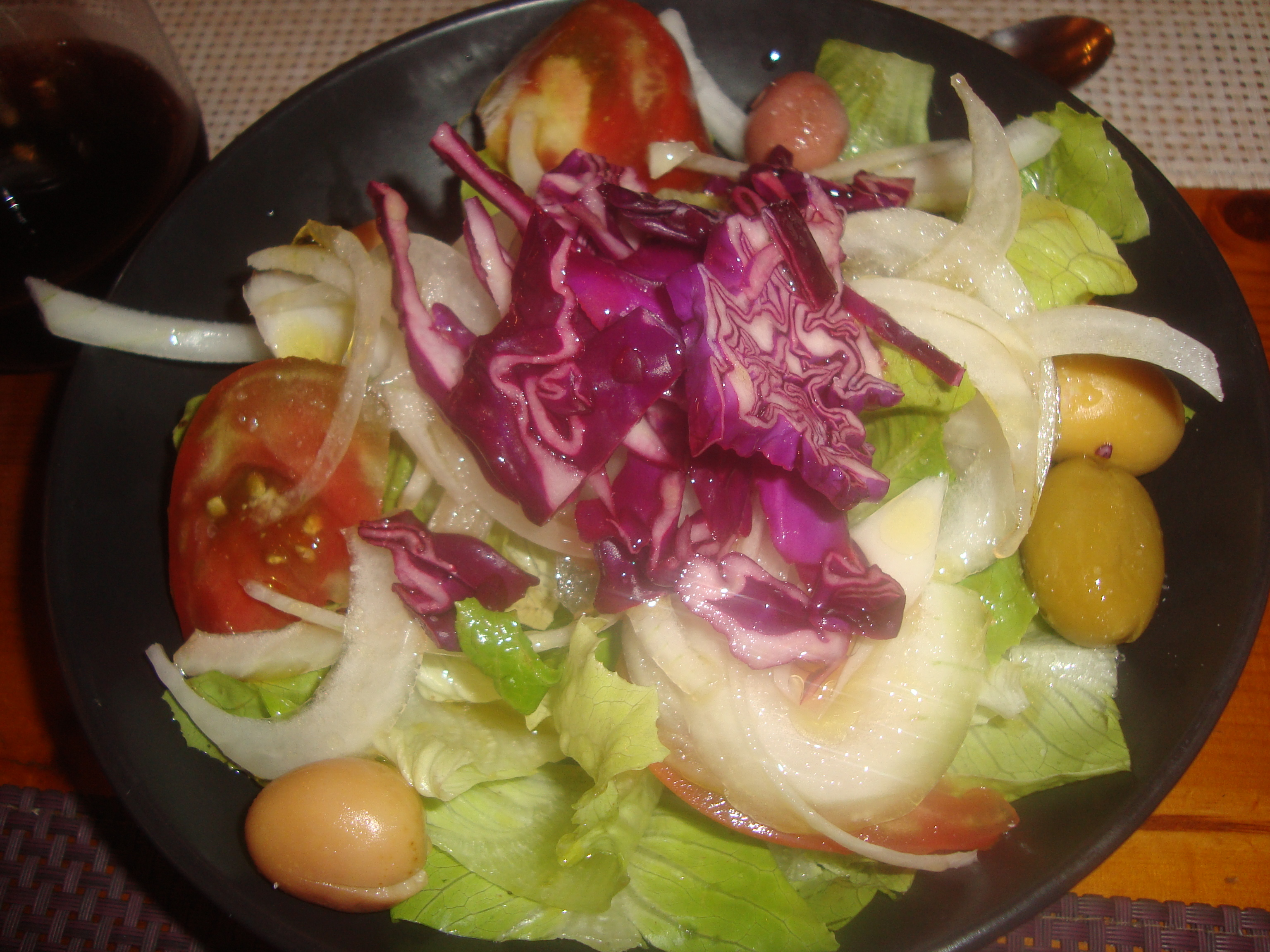
Ensalada valenciana con col lombarda.